# Iniziativa dei 50 Stati
L'Iniziativa dei 50 Stati, spesso definita semplicemente come L'Iniziativa, è un immaginario progetto governativo che appare nei fumetti pubblicati dalla Marvel Comics immediatamente dopo la conclusione di Civil War, in particolare quelli relativi ai Vendicatori. Il suo scopo è quello di dotare ognuno degli Stati Uniti di un suo gruppo di supereroi registrati. L'Iniziativa è parte di un più ampio progetto di Mister Fantastic, Iron Man e Hank Pym per rendere le attività superumane il più sicuro possibile dopo la tragedia di Stamford (ci sono 101 punti che vorrebbero realizzare e, di questi l'Iniziativa è il n. 41). I superumani registrati vengono inviati a Camp Hammond per l'addestramento prima di essere assegnati ad uno dei team del progetto.

## Serie collegate
L'Iniziativa è direttamente collegata alle trame di tre serie: I Vendicatori - L'Iniziativa, Potenti Vendicatori e The Order.
Queste sono state seguite da tre diversi miniserie The Last Defenders (incentrata sulle avventure della prima squadra assegnata al New Jersey), Patsy Walker: Hellcat (Che vede Hellcat come unico eroe registrato assegnato in Alaska), e Marvel Zombi 3 (il cui primo numero è incentrato sulla lotta del team della Florida per fermare l'invasione Zombi).

## Lista dei supergruppi per stato
Anche se l'Iniziativa copre tutti i 50 stati, non tutti hanno mostrato le squadre a loro assegnate.
| Stato         | Gruppo                        | Membri noti                                                                                   |
| ------------- | ----------------------------- | --------------------------------------------------------------------------------------------- |
| Alaska        | N/A                           | Hellcat                                                                                       |
| Arizona       | le Stelle del Deserto         | Two-Gun Kid, Komodo, Johnny Cool, Supermax, Blacksmith                                        |
| Arkansas      | Il Battaglione                | Razorback, Tigra                                                                              |
| California    | The Order                     | Anthem, Aralune, Calamity, Heavy, Mulholland, Supernaut, Veda                                 |
| Delaware      | Le Donne Guerriere            | Diamante, Asp, Black Mamba, Quicksand, Skein                                                  |
| Colorado      | Thunderbolts                  | Norman Osborn, Jack Lanterna, Lady Deathstrike, Jester, Songbird, Venom, Taskmaster, Bullseye |
| Florida       | The Command                   | Wundarr, Jennifer Kale                                                                        |
| Georgia       | La Cavalleria                 | Ultra Girl, Thor Girl, Crime-Buster, Stunt-Master, Red Nine                                   |
| Hawaii        | Pointmen                      | Stingray, 3-D Man, Devil-Slayer, Star Sign, Paydirt, Magnitude                                |
| Illinois      | Cavalieri dello Spazio        |                                                                                               |
| Iowa          | Force Works                   | Cybermancer                                                                                   |
| Kentucky      | Action Pack                   | Vox, Frog-Man, Prima Donna                                                                    |
| Maryland      | Psionex                       | Pretty Persuasions, Coronary, Mathemanic, Impulse, Asylum                                     |
| Montana       | Freedom Force                 | Cloud 9, Equinox, Think Tank, Spinner, Challenger                                             |
| Nevada        | Heavy Hitters                 | Hardball, Prodigy, Nonstop, Telemetry, Gravity, Outback                                       |
| New Jersey    | Difensori                     | Colosso, She-Hulk, Nighthawk                                                                  |
| New York      | Potenti Vendicatori           | Ms. Marvel, Iron Man, Ares, Wasp, Vedova Nera (Natasha Romanoff), Wonder Man, Sentry          |
| Nuovo Messico | Mavericks                     | She-Thing, Jocasta, Geiger, Annex                                                             |
| Oregon        | Forze della Natura            | Aqueduct, Skybreaker, Sunstreak, Terraformer                                                  |
| Pennsylvania  | Liberteens                    | The Revolutionary, Ms. America, Blue Eagle, Iceberg, 2-D, Whiz Kid, Hope                      |
| Texas         | Rangers                       | Firebird, Living Lightning, Red Wolf, Shooting Star, Texas Twister, Armadillo                 |
| Wisconsin     | l'Iniziativa dei Grandi Laghi | Deadpool                                                                                      |